# Força Alternativa Revolucionária do Comum
Comuns (Comunes, em espanhol), antigo Força Alternativa Revolucionária do Comum (Fuerza Alternativa Revolucionária del Común, em espanhol) – FARC, é um partido político colombiano fundado em agosto de 2017 por ex-combatentes das Forças Armadas Revolucionárias da Colômbia (FARC), depois da assinatura do acordo de paz entre o governo colombiano e a ex-organização guerrilheira, em setembro de 2016, conhecido como Acordo de Havana [es].

## Fundação e princípios
O partido foi oficialmente fundado em um congresso realizado entre 28 e 31 de agosto de 2017, no Centro de Convenções de Bogotá, com a participação de mil delegados, compostos de ex-guerrilheiros, milicianos e membros do Partido Comunista Colombiano Clandestino. Participaram também do congresso cerca de duzentos convidados de vários setores da sociedade colombiana, bem como dezenas de delegações convidadas de forças de esquerda de outros países, principalmente da América Latina e do Caribe. O encerramento do congresso e a apresentação do novo partido aconteceram no dia 1º de setembro, com um evento político cultural e de massa na praça Bolívar, na capital colombiana, com a participação de mais de dez mil pessoas. Em seu discurso, o presidente do partido Timoleón Jiménez, médico e ex-líder das FARC, lançou a proposta de um governo nacional de transição para o período 2018-2022. O estatuto de fundação define o partido como "revolucionário", visando dar às mulheres "um lugar central na luta contra a dominação e a exploração da ordem social vigente". Em abril de 2018 declarou oficialmente sua solidariedade ao ex-presidente Lula, depois de sua prisão.
Alteração no nome
Em 24 de janeiro de 2021, uma assembleia realizada pela segunda vez em várias regiões do país deliberou que o nome do partido político fosse oficialmente alterado para Comunes (Comuns). Segundo as lideranças do partido, o objetivo foi "desvincular os signatários do Acordo de paz entre o governo colombiano e as FARC-EP [es] dos atos violentos que continuavam a ser cometidos por dissidentes das FARC".

## Eleições legislativas em 2018
A estreia do partido na democracia colombiana ocorreu nas eleições legislativas na Colômbia em 2018 [es], obtendo pouco mais de 85 mil votos, entre o Senado e a Câmara dos Deputados; no entanto, assumiram dez cadeiras no Congresso, cinco em cada uma das casas, graças ao acordo de paz entre as guerrilhas e o governo colombiano, que lhes garantiu este direito de maneira fixa, durante oito anos.